# Mubarrak Shah II
Mubarrak Shah II, son till Khidr Khan, vilken han efterträdde som sultan i Delhi 1421. Regerade till 1439, då han till följd av palatsintriger tvingades avgå till förmån för sin son Mohammed Shah IV.